# Photuris tremulans
Photuris tremulans är en skalbaggsart som beskrevs av Barber 1951. Photuris tremulans ingår i släktet Photuris och familjen lysmaskar. Inga underarter finns listade i Catalogue of Life.